# Щасливцеве
Щасли́вцеве — село в Україні, у Генічеській міській громаді Генічеського району Херсонської області. Населення становить 1461 осіб.
Село тимчасово окуповане російськими військами 24 лютого 2022 року.
Село розташоване в північній частині коси Арабатська стрілка.
Щасливцеве — популярне місце пляжного та лікувального туризму.

## Археологія та давня історія
На території села розташовано кілька курганних насипів.
За сприяння Щасливцевської сільської ради (голова В. О. Плохушко) у 2018—2020 роках здійснювались дослідження курганів навколо села Арабатською експедицією ІА НАН України (керівник Ю. В. Болтрик).
У 2018—2019 році досліджено курган № 1, що є другим з півдня у розтягнутій групі 4 курганів, яка претинає плато з північного сходу на південний захід. Група розташована на невисокому материковому плато, 0,7 км на захід від будинку сільської ради села. На тривестовій карті 1913 року тут позначено 9 курганів.
На момент розкопок курган мав висоту 1,3 м та діаметр по осі північ-південь — 42 м, захід-схід — 40 м. Центральне поховання належить до ямної культури. Загалом, досліджено 36 поховань: 8 — ямної культури, 15 — катакомбної, 3 — належать до культурного кола Бабине, 1 — зрубної культури, 1 — сарматське, 3 — належать середньовічним кочівникам. Культурну належність решти поховань не вдалось визначити через відсутність кістяків.
У 2020 році Арабатська експедиція Інститут археології НАН України дослідила частину кургану (№ 4а) на південь від села [Архівовано 18 вересня 2020 у Wayback Machine.]. Центральне поховання цієї частини кургану — катакомбна споруда Інгульської культури. Поховальна споруда просіла і сьогодні проявлена у вигляді ями і була виявлена місцевим жителем Дмитром Борисенком. У похованні досліджено шліфований кам'яний молот-булава, палиця-стрекало з круглим набвершшям, 7 наконечників крем'яних стріл. Кістяк посипаний вохрою. Голова небіжчика була відокремлена від тіла перед похованням. На черепі є сліди моделювання обличчя глиною. Окрім центрального поховання виявлено ще 4 поховання [Архівовано 18 вересня 2020 у Wayback Machine.].

## Історія
На Великій карті Російської імперії для Наполеона 1812 року та «Подробной карте Российской империи и близлежащих заграничных владений» 1816 у районі сучасного села позначено населений пункт Чокрак (Tzechakrak). На карті Шуберта 1832 року це місце вже фігурує як урочище Чокрак. З цього ж року на картах позначається «Кут Щасливцов». Вже в 1942 році на цьому місці з'являється Хутор Щаслівцев.
Наприкінці 19 ст. на місці села існували окремі хутори: Миршова, Позиваєва, Есокорського, Счаслівца. Назва останнього стала назвою сучасного населеного пункту.
Під час організованого радянською владою Голодомору 1932—1933 років померло щонайменше 12 жителів села.
12 червня 2020 року, відповідно до Розпорядження Кабінету Міністрів України № 726-р «Про визначення адміністративних центрів та затвердження територій територіальних громад Херсонської області», увійшло до складу Генічеської міської громади.
17 липня 2020 року, в результаті адміністративно-територіальної реформи та ліквідації  колишнього Генічеського району увійшло до складу новоутвореного Генічеського району.
24 лютого 2022 року село тимчасово окуповане російськими військами під час російсько-української війни.

## Населення
Згідно з переписом УРСР 1989 року чисельність наявного населення села становила 1537 осіб, з яких 717 чоловіків та 820 жінок.
За переписом населення України 2001 року в селі мешкали 1463 особи.

### Мова
Розподіл населення за рідною мовою за даними перепису 2001 року:
| Мова              | Відсоток |
| ----------------- | -------- |
| російська         | 55,92 %  |
| українська        | 24,98 %  |
| кримськотатарська | 4,24 %   |
| білоруська        | 0,41 %   |
| вірменська        | 0,34 %   |
| молдовська        | 0,07 %   |
| німецька          | 0,07 %   |
| інші              | 13,97 %  |

## Галерея

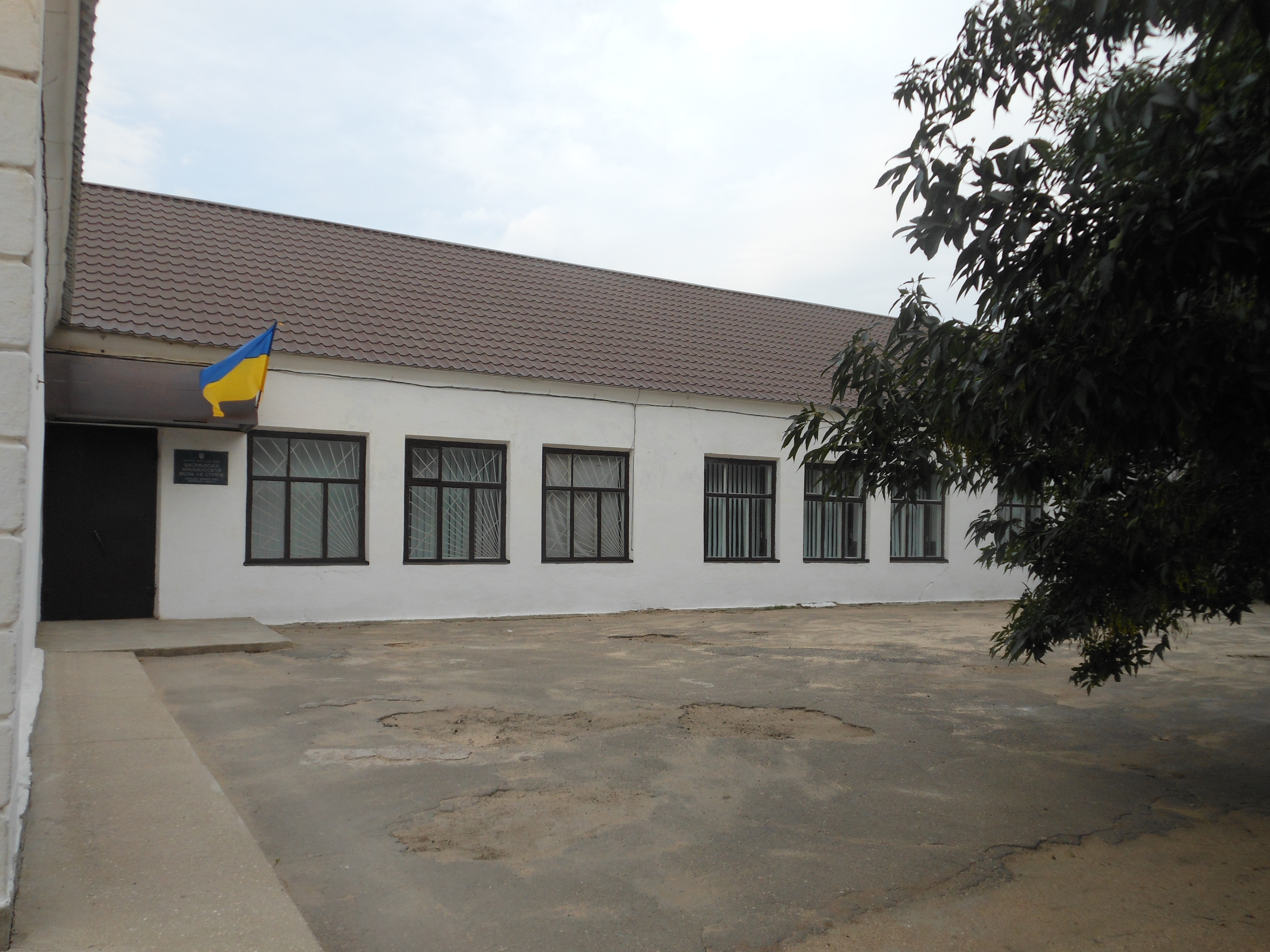
Школа
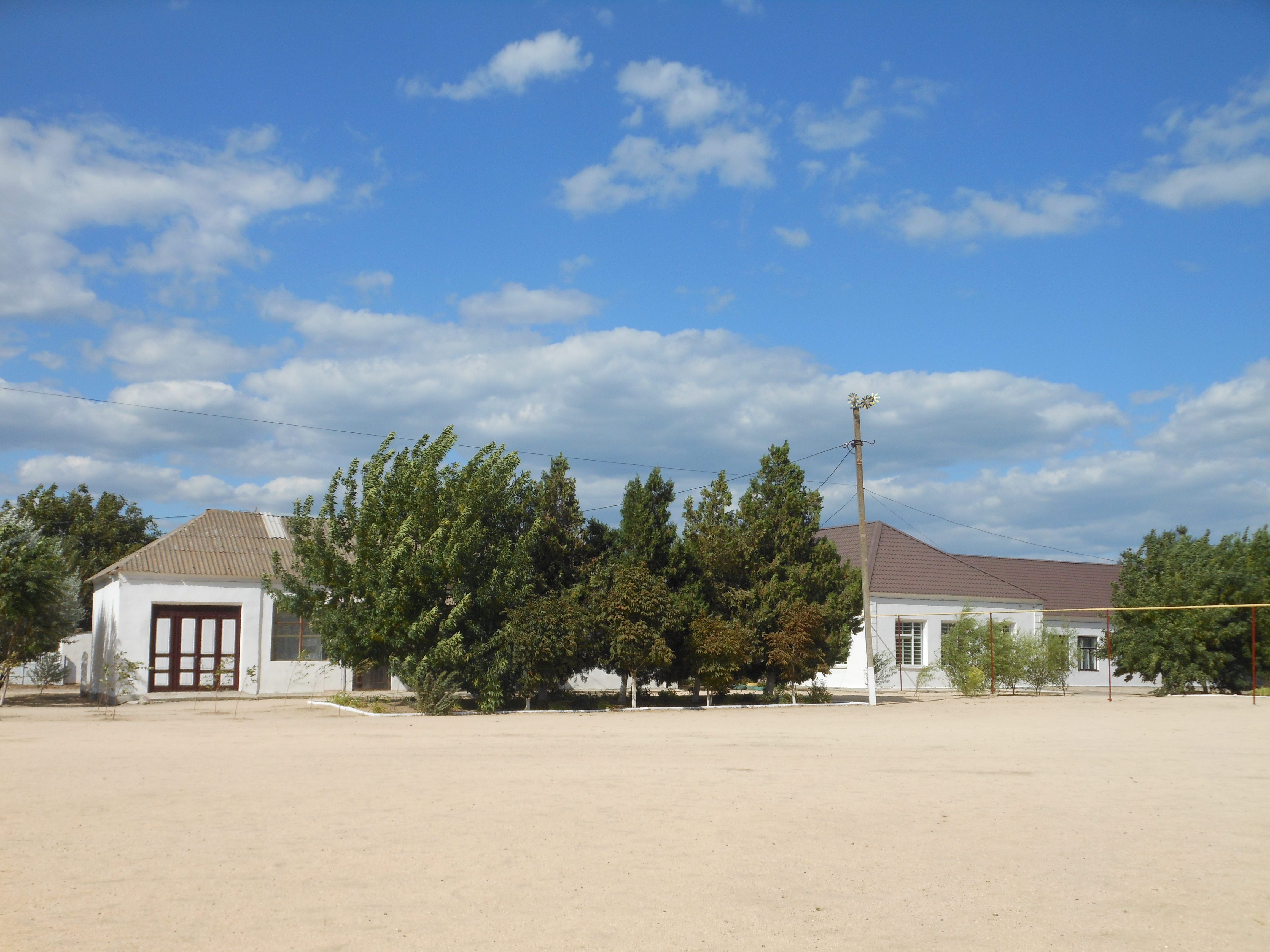
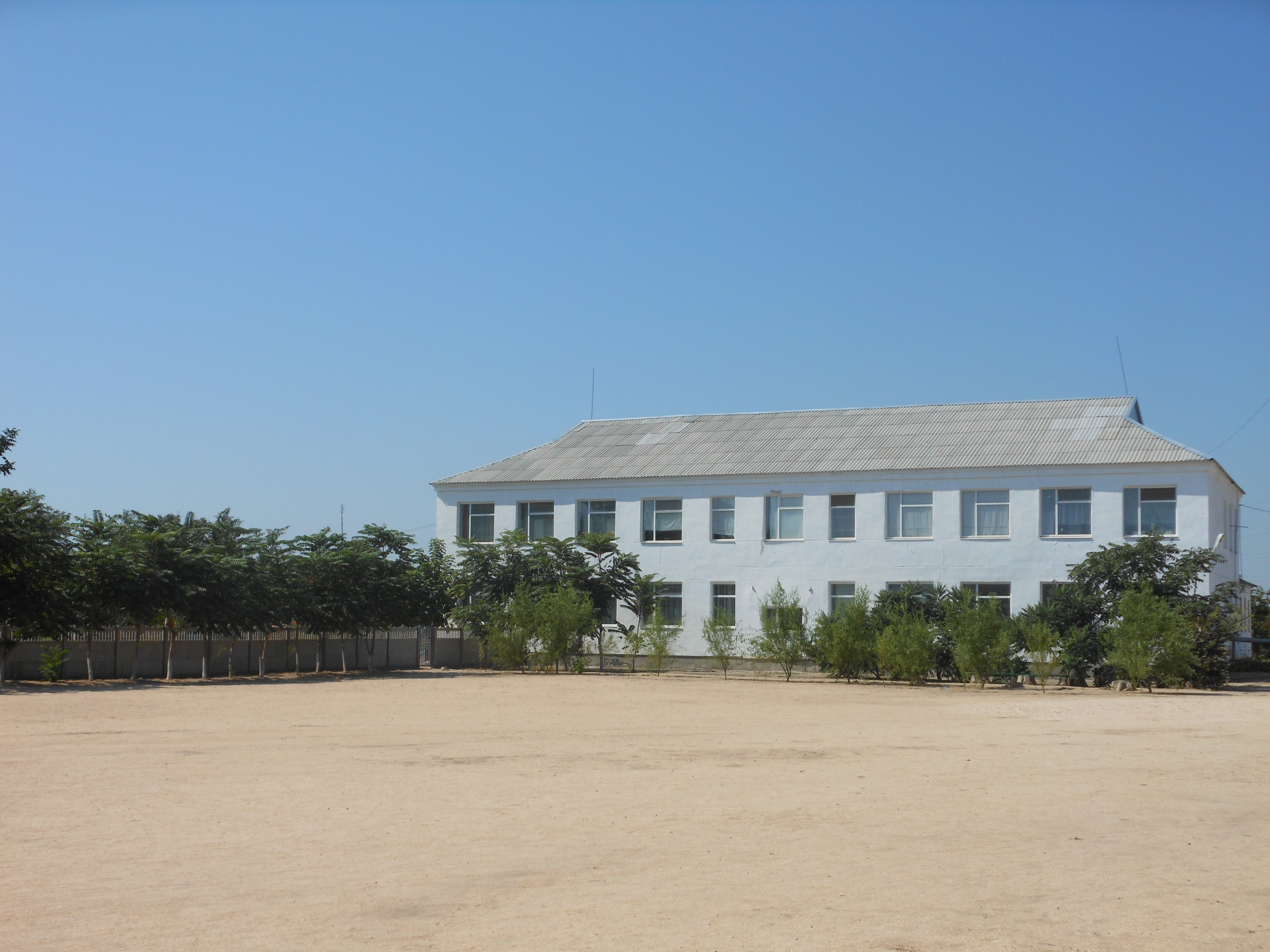
Дитячий садочок
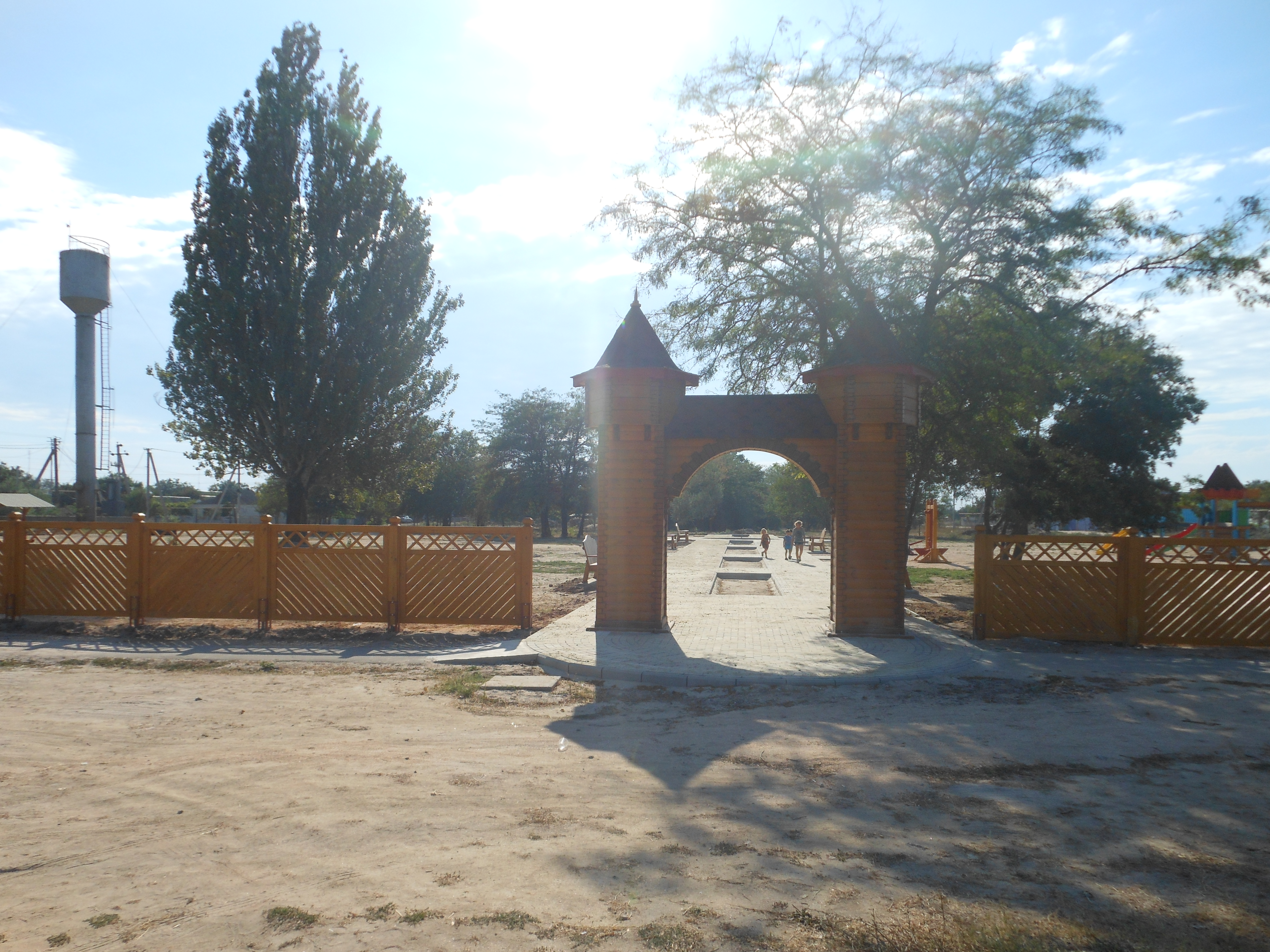
Парк -дитячий майданчик
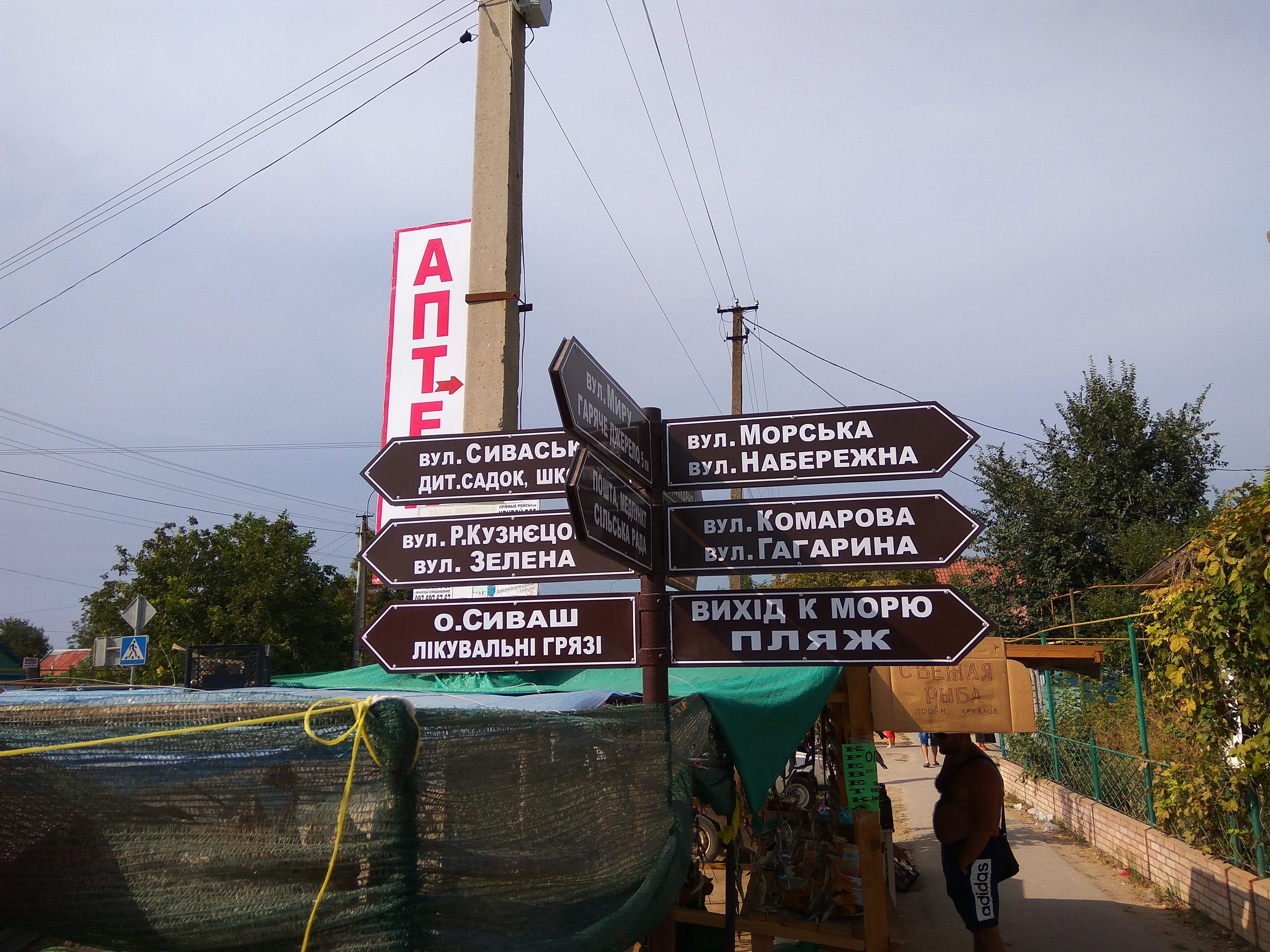
Вказівники
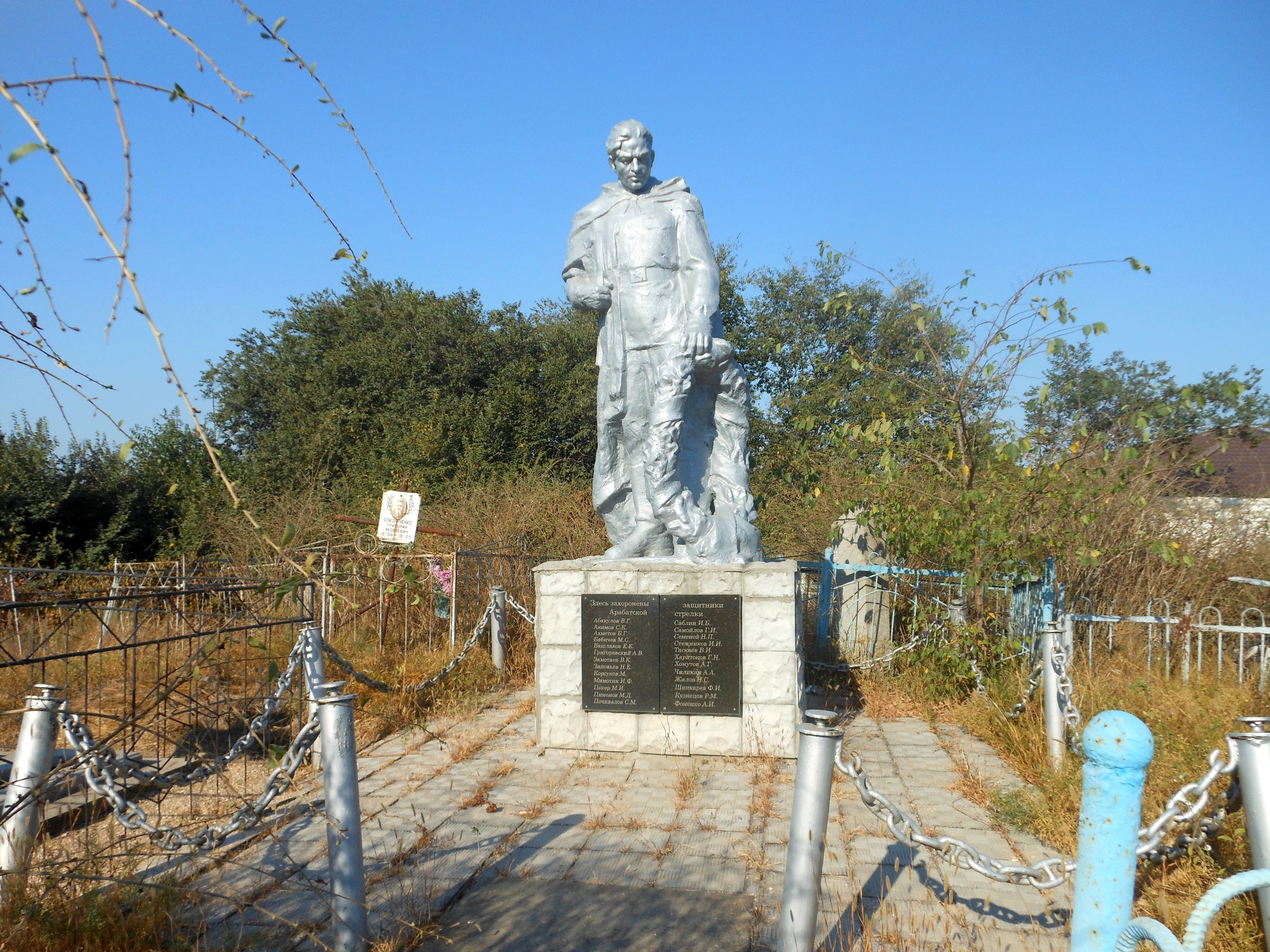
Братська могила воїнів Радянської Армії